# Rajon Obuchiw
Der Rajon Obuchiw (ukrainisch Обухівський район/Obuchiwskyj rajon; russisch Обуховский район/Obuchowski rajon) ist ein ukrainischer Rajon mit etwa 220.000 Einwohnern. Er liegt in der Oblast Kiew und hat eine Fläche von 3639 km², der Verwaltungssitz befindet sich in der namensgebenden Stadt Obuchiw.

## Geographie
Der Rajon liegt im Süden der Oblast Kiew und grenzt im Norden an die Stadt Kiew, im Nordosten an den Rajon Boryspil, im Südosten an den Rajon Tscherkassy (in der Oblast Tscherkassy), im Süden an den Rajon Swenyhorodka (Oblast Tscherkassy), im Südwesten und Westen an den Rajon Bila Zerkwa sowie im Nordwesten an den Rajon Fastiw.

## Geschichte
Der Rajon wurde am 7. März 1923 gegründet, seit 1991 ist er Teil der heutigen Ukraine.
Am 17. Juli 2020 kam es im Zuge einer großen Rajonsreform zur Auflösung des alten Rajons und einer Neugründung unter Vergrößerung des Rajonsgebietes um die Rajone Bohuslaw, Kaharlyk, Kiew-Swjatoschyn (östliche Teile), Myroniwka und Wassylkiw sowie der bis dahin unter Oblastverwaltung stehenden Städte Obuchiw, Rschyschtschiw und Wassylkiw.

Rajon Obuchiw bis Juli 2020
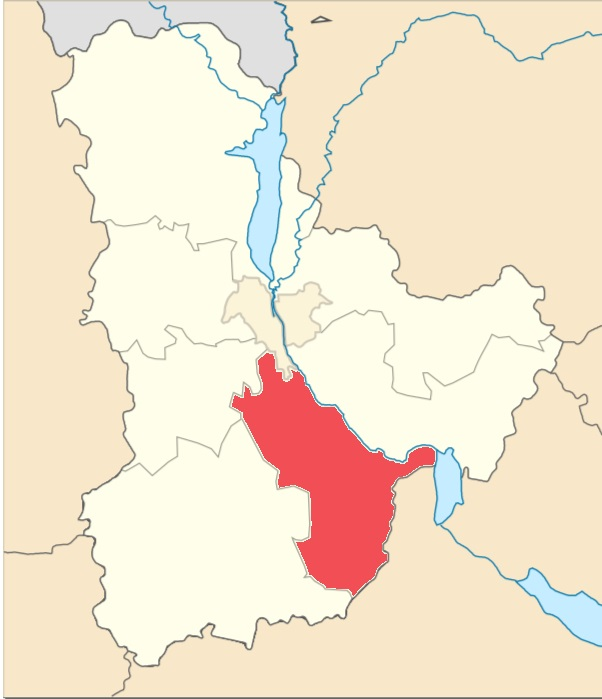
Rajonsgebiet ab Juli 2020

## Administrative Gliederung
Auf kommunaler Ebene ist der Rajon in 9 Hromadas (7 Stadtgemeinden, 1 Siedlungsgemeinde und 1 Landgemeinde) unterteilt, denen jeweils einzelne Ortschaften untergeordnet sind.
Zum Verwaltungsgebiet gehören:
- 7 Städte
- 1 Siedlung städtischen Typs
- 192 Dörfer

Die Hromadas sind im Einzelnen:
- Stadtgemeinde Obuchiw
- Stadtgemeinde Bohuslaw
- Stadtgemeinde Kaharlyk
- Stadtgemeinde Myroniwka
- Stadtgemeinde Rschyschtschiw
- Stadtgemeinde Ukrajinka
- Stadtgemeinde Wassylkiw
- Siedlungsgemeinde Kosyn
- Landgemeinde Feodossiwka